# Ruellia macrosolen
Ruellia macrosolen là một loài thực vật có hoa trong họ Ô rô. Loài này được Lillo miêu tả khoa học đầu tiên năm 1937.